# Schloss Zeillern

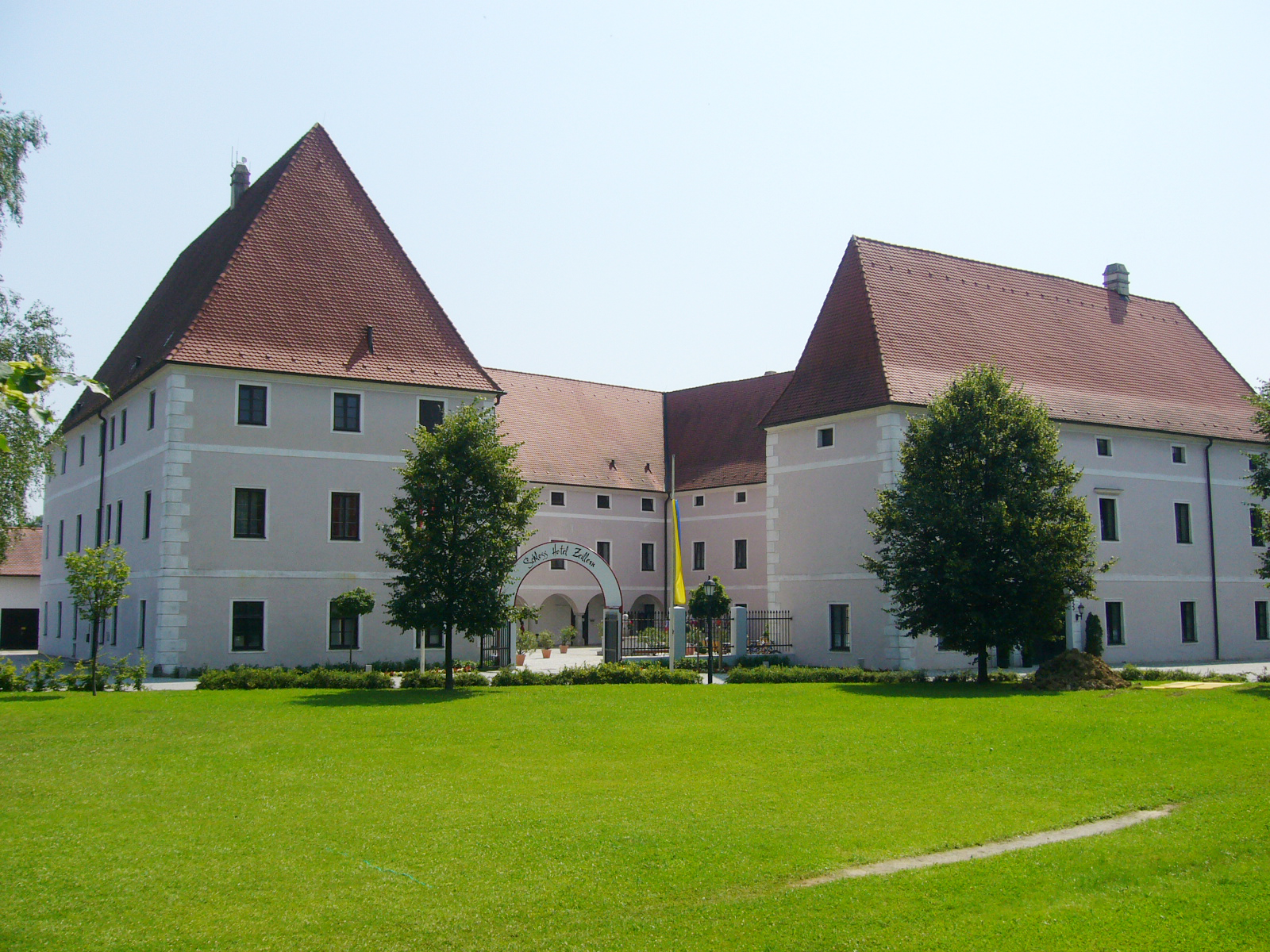
Schloss Zeillern

Das Schloss Zeillern liegt in Zeillern (Niederösterreich). Das Schloss beheimatet heute das Verbandsbüro des Niederösterreichischen Blasmusikverbandes und dient als Seminarhotel vorwiegend für Musikseminare, etwa jene des Blasmusikverbandes, des Niederösterreichischen Musikschulmanagements oder der Niederösterreichischen Jazzakademie.

## Geschichte

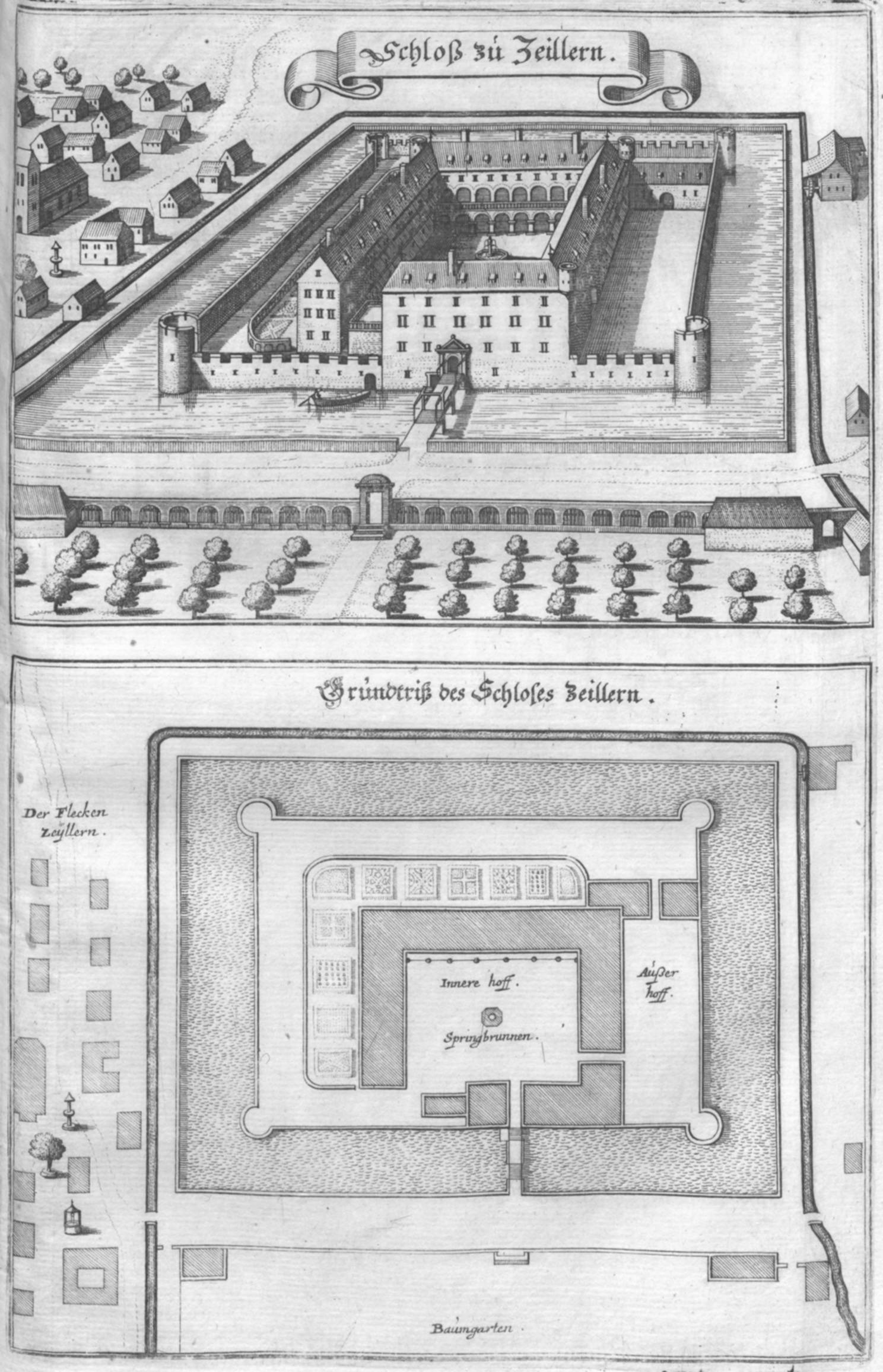
Schloss Zeillern (1679)

Das Gebiet wurde 863 von König Ludwig dem Deutschen dem Kloster Niederaltaich geschenkt. 1052 wird ein Chuno von cidelaren erwähnt, welcher an der Stelle des heutigen Schlosses eine Wasserburg besaß. Von 1239 bis 1329 befand sich das Schloss im Besitz der Familie Abensperg und Traun, ältester urkundlich nachweisbarer weltlicher Eigentümer von Zeillern ist Hartnit von Traun (1239–1280). Nach dem Tod von Otto dem Jüngeren von Traun im Jahr 1329 wurde die Herrschaft an Jans von Capell verkauft. 1361 wird Ulrich von Kremsdorf als Herr von Zeillern erwähnt. Im Jahr 1380 belehnte Herzog Albrecht III Bernhard von Seisenegg. 1532 wurde es von Johann Baptist von Lappitz erworben, 1577 an Albrecht von Enenkel verkauft. 1582 erwarb Philipp Jakob von Grünthal das Schloss und ließ es um zwei Trakte erweitern. 1605 kaufte Wolf Friedrich Freiherr von Tattenbach Schloss und Herrschaft Zeillern, ließ das Gebäude im Renaissancestil umbauen und gab ihm damit jenes Aussehen, wie es auf dem Kupferstich des Matthäus Merian aus dem Jahr 1649 zu sehen ist. Die damalige Anlage war von einem Wassergraben umgeben; das Schloss war über eine einzige Zugbrücke zugänglich. Die Mauern waren durch runde Ecktürme verstärkt. Zur Zeit der Türkeneinfälle zählte die Anlage zu den Fluchtorten für die Zivilbevölkerung. 1664 wurde das Zeillern von Conrad Balthasar Graf Starhemberg erworben, die Starhemberger ließen jedoch das Schloss zunehmend verfallen.
Später ging das Schloss in bürgerliche Hände über, die meist relativ rasch wechselten. Letzter privater Guts- und Schlossbesitzer war Franz Kirchweger, dieser verkaufte den größten Teil des zum Schloss gehörenden Grundes an Bauern der Umgebung. 1898 wurde das Gebäude je zur Hälfte vom Verband der Genossenschaftskrankenkassen Wien und der Allgemeine Arbeiter-Kranken- und Unterstützungskasse Wien erworben und bis 1976 als Erholungs- und Genesungsheim genutzt. Während der beiden Weltkriege fand das Schloss als Lazarett Verwendung; von 1945 bis 1955 wurde es von der russischen Besatzungsmacht in Anspruch genommen. Um es danach wieder als Erholungsheim nutzen zu können, war eine Generalsanierung notwendig. 1970 entsprach das Gebäude nicht mehr den gestiegenen Ansprüchen und wurde daher an den Wiener Franz Eichinger verkauft, welcher es 1976 um den dreifachen Kaufpreis der Marktgemeinde Zeillern verkaufte.
Ab 1984 wurde es auf Betreiben des Präsidenten des Österreichischen Blasmusikverbandes Josef Leeb mit Unterstützung des Landes Niederösterreich sowie des Bundes von Grund auf renoviert. Seit 1988 wird das Schloss als Schulungszentrum des Niederösterreichischen Blasmusikverbands genutzt. 2006 wurde das Schloss verpachtet und seitdem als Schloss Hotel Zeillern geführt.
Im August 2023 beschloss die Landesregierung Mikl-Leitner III eine Förderung über rund 1,4 Millionen Euro für eine Sanierung für die Jahre 2023 bis 2025. Geplant wurde unter anderem der Zubau eines Veranstaltungssaales für 250 Personen sowie neue Schulungs- und Proberäume. Insgesamt wurden für das Projekt rund 8,4 Millionen Euro veranschlagt. Ende November 2024 begann nach der Umbauphase der Betrieb mit 62 Hotelzimmern und einem Restaurantbereich. Im Juni 2025 eröffnete Landeshauptfrau Johanna Mikl-Leitner bei einem Festakt offiziell das musische Bildungszentrum und Schlosshotel in Zeillern.

## Das Äußere
Der zweistöckige Bau weist die Form eines typisch mostviertlerischen Schlosses (Vierkanter) auf, ähnlich Schloss Scheibbs oder Schloss Ernegg bei Steinakirchen am Forst. Die Nordwestecke wurde im 19. bzw. 20. Jahrhundert abgerissen und ist daher offen, sodass man von außen Sicht auf den Hof und den Arkadengang im Osttrakt hat. Die Arkaden im Obergeschoß wurden in der zweiten Hälfte des 19. Jahrhunderts vermauert. Die vier Flügel sind mit steilen Walmdächern versehen. Zwei der ursprünglich vier Gräben des ehemaligen Wasserschlosses sind noch erhalten, am Tor sind die Schlitze für die Rollen der einst davor liegenden Zugbrücke ersichtlich. Der an der Westseite anschließende viereckige Park wird von einem bis zu 16 Meter breiten Wassergraben umgeben und bildet daher eine Insel.

## Das Innere
Im großen Festsaal im ersten Obergeschoß des Südflügels findet sich eine Stuckdecke aus dem 17. Jahrhundert. Der Festsaal sowie die Räume des Erdgeschoßes weisen Tonnengewölbe auf. Die Raumaufteilung wurde bei den Umbauten zum Seminarzentrum stark verändert. Aus der Renaissancezeit sind geschnitzte Türen und marmorierte Steingewändeportale erhalten. Das Jagdzimmer im ersten Stock des Nordtraktes besitzt eine Stuckdecke aus der Zeit um 1600 und stellt Hunde, Füchse und Hasen sowie einen Löwen zwischen Ornamenten dar.